# Lamb Holm
Lamb Holm è una piccola isola disabitata dell'arcipelago delle Orcadi, in Scozia. È classificata dal National Records of Scotland come isola disabitata che "al momento dei censimenti sia del 2001 che del 2011 non aveva residenti abituali."

## Geografia fisica
Lamb Holm sorge nel Holm Sound, uno degli ingressi orientali a Scapa Flow, situato tra Mainland e l'isola di Burray. Ha un'area di 40 ettari.
Le Churchill Barriers consentono di passare da South Ronaldsay a Mainland via strada; Lamb Holm è collegata a Glims Holm, che si trova a sud-ovest, dalla Barriera numero 2, e con Mainland dalla Barriera numero 1.
La cava utilizzata per costruire le Churchill Barriers è stata in seguito allagata e convertita in un sito per l'itticoltura.

## Monumenti e luoghi d'interesse

### Italian Chapel

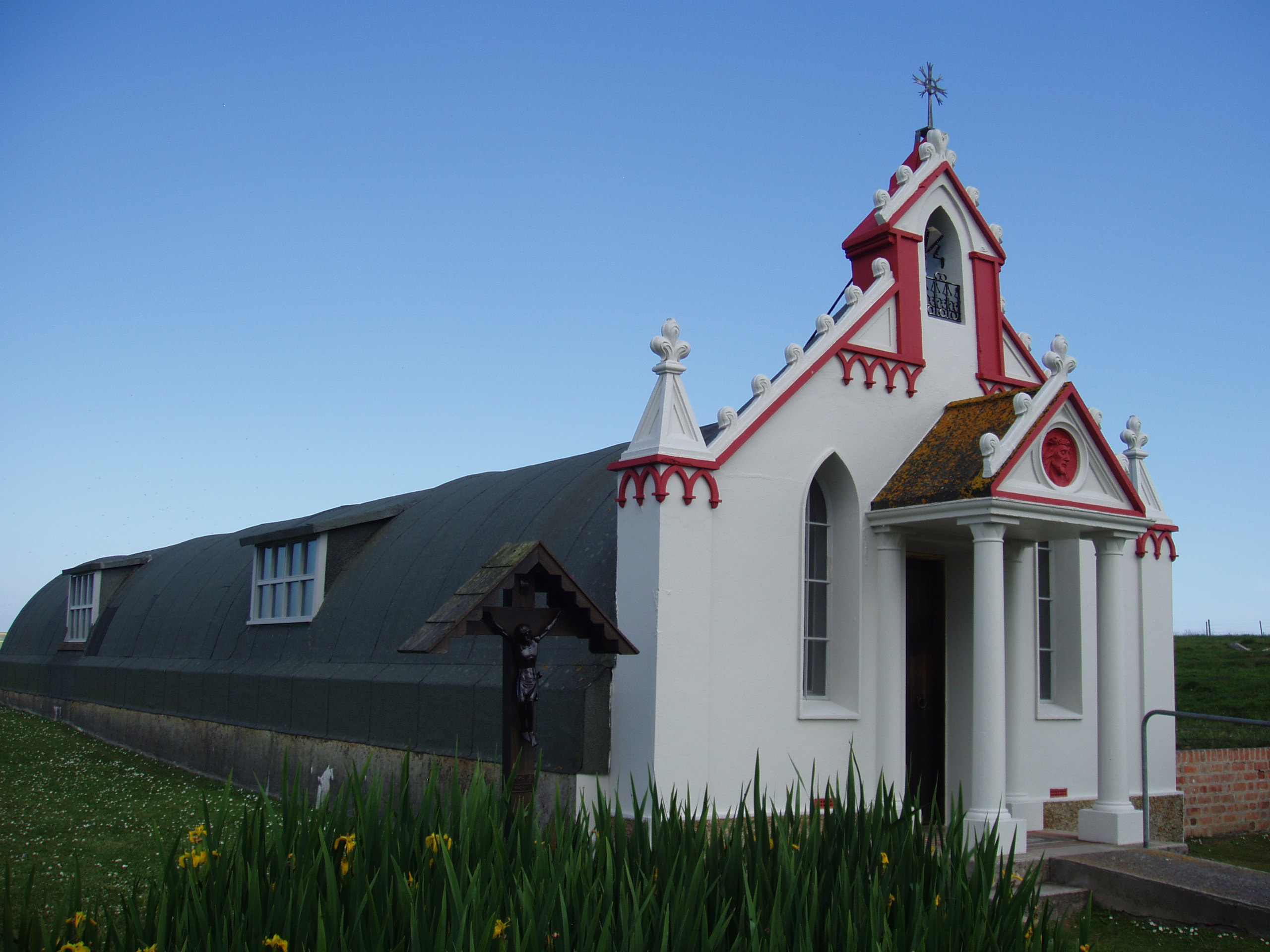
Italian Chapel

Costruita dai prigionieri di guerra italiani durante la seconda guerra mondiale, la Italian Chapel e i suoi ricchi ornamenti sono oggi la principale attrazione dell'isola.
Nel 1942 più di 1.300 prigionieri di guerra italiani furono catturati nel Nord Africa e trasportati alle isole Orcadi, dove rimasero fino all'inizio del 1945. 550 furono portati al Campo 60, dove furono messi al lavoro per costruire le Churchill Barriers, quattro strade sopraelevate creare per bloccare gli accessi sottomarini indesiderati a Scapa Flow.
Nel 1943 il maggiore T.P. Buckland, nuovo comandante del Campo 60, e padre Giacombazzi, il parroco del Campo, riconobbero la necessità di un luogo di culto. Due baracche Nissen furono unite insieme per formare una cappella improvvisata; i prigionieri, sotto la guida del prigioniero Domenico Chiocchetti, svolsero tutte le opere necessarie per trasformare una semplice struttura di acciaio corrugato in un capolavoro. La cappella fu intonacata, venne costruito un altare in cemento e Chiocchetti dipinse l'abside della cappella. Il lavoro fu di tale qualità che spinse gli altri prigionieri a decorare l'intero interno ed a creare una facciata esterna in cemento che nascondesse la forma delle baracche e facesse assomigliare l'edificio ad una chiesa.
Dopo la partenza dei prigionieri, diversi residenti del Campo 60, incluso Chiocchetti, ritornarono a visitare la cappella da loro costruita. Nel 1996 fu firmata una dichiarazione congiunta da rappresentanti delle Orcadi e della città di Moena, da cui proveniva Chiocchetti, per rinsaldare i legami tra le due località. L'edificio è stato preservato nel tempo ed è ancora utilizzato come luogo di culto.